# Fortuna '54 in het seizoen 1957/58
Het seizoen 1957/1958 was het vierde jaar in het bestaan van de Geleense betaaldvoetbalclub Fortuna '54. De club kwam uit in de Nederlandse Eredivisie en eindigde daarin op de vierde plaats. Tevens deed de club mee aan het toernooi om de KNVB Beker, hierin werd in de tweede ronde, op basis van uitdoelpunten. verloren van RBC (1–1).

## Wedstrijdstatistieken

### Eredivisie
|       | ADO   | Ajax  | Amsterdam | Blauw-Wit | BVV   | DOS   | Elinkwijk | Sportclub Enschede | Feijenoord | GVAV  | MVV   | NAC   | NOAD  | PSV   | Rapid JC | Sparta | VVV   |
| ----- | ----- | ----- | --------- | --------- | ----- | ----- | --------- | ------------------ | ---------- | ----- | ----- | ----- | ----- | ----- | -------- | ------ | ----- |
| Thuis | 2 – 1 | 1 – 1 | 3 – 1     | 6 – 2     | 3 – 2 | 1 – 0 | 2 – 2     | 0 – 2              | 2 – 1      | 1 – 2 | 0 – 1 | 5 – 5 | 1 – 2 | 1 – 0 | 3 – 0    | 1 – 3  | 2 – 2 |
| Uit   | 1 – 2 | 2 – 0 | 4 – 1     | 3 – 3     | 0 – 2 | 1 – 0 | 1 – 1     | 0 – 7              | 1 – 1      | 1 – 7 | 1 – 2 | 4 – 3 | 1 – 0 | 2 – 3 | 2 – 3    | 2 – 2  | 0 – 1 |

### KNVB Beker
| 1e ronde                                       | Maurits               | 0 – 6 (0 – 1)                                    | Fortuna '54                                      |
| 26 december 1957 Plaats: Geleen Mauritsstadion |                       |                                                  | 38', 72', 90' Bram Appel 53', 57', –' Bob Jongen |
| 2e ronde                                       | Fortuna '54           | 1 – 1 (0 – 1) Verlies op basis van uitdoelpunten | RBC                                              |
| 16 februari 1958 Plaats: Geleen Mauritsstadion | Kees Cools 65' (e.d.) |                                                  | 26' Kees Vermunt                                 |

## Statistieken Fortuna '54 1957/1958

### Eindstand Fortuna '54 in de Nederlandse Eredivisie 1957 / 1958
| Stand | Gespeeld | Gewonnen | Gelijk | Verloren | Punten | Doelpunten voor | Doelpunten tegen |
| ----- | -------- | -------- | ------ | -------- | ------ | --------------- | ---------------- |
| 4e    | 34       | 16       | 8      | 10       | 40     | 72              | 53               |

### Topscorers
| #                 | Naam             | Goal |
| ----------------- | ---------------- | ---- |
| 1.                | Bram Appel       | 20   |
| 2.                | Bob Jongen       | 17   |
| 3.                | Henk Angenent    | 16   |
| 4.                | Bart Carlier     | 5    |
| 4.                | André Ravestijn  | 5    |
| 6.                | Cor van der Hart | 4    |
| 7.                | Jan Notermans    | 2    |
| 8.                | Wim Huis         | 1    |
| 8.                | Jean Munsters    | 1    |
| Onbekend doelpunt |                  |      |
| –                 | Onbekend         | 1    |
| Totaal            | Totaal           | 72   |

| #              | Naam             | Goal |
| -------------- | ---------------- | ---- |
| 1.             | Bram Appel       | 3    |
| 1.             | Bob Jongen       | 3    |
| Eigen doelpunt |                  |      |
| –              | Kees Cools (RBC) | 1    |
| Totaal         | Totaal           | 7    |